# Tamara Tunie
Tamara Tunie (Homewood, Pennsylvania, 14. ožujka 1959.) je afroamerička glumica. Najpoznatija je po ulogama odjetnice Jessice Griffin McKechnie Harris u sapunici As the World Turns i Melinde Warner u seriji Zakon i red: Odjel za žrtve.
No, ipk je najpoznatija po svojim ulogama u kriminalističkim serijama. Igrala je ulogu Lillian Fancy u Njujorškim plavcima od 1994. do 1997., a od 2000. igra ulogu Melinde Warner. Kratko je nastupila i u prvoj sezoni serije 24, te u seriji Seks i grad.
Filmsku karijeru započela je u filmovima kao što su Slatka Lorraine i Wall Street. Najveća filmska uloga bila joj je u filmu Eve's Bayou gdje je pripovijedala priču. Nastupila je i u filmovima Đavolji odvjetnik i Zmijske oči. 
Odgojena je u pogrebnici svog oca gdje je on radio kao pogrebnik. Trenutno je udata za jazzista Gregoryja Genereta i živi na Manhattanu.

## Vanjske poveznice
- Tamara Tunie u internetskoj bazi filmova IMDb-u (engl.)
- SVU Tamara Tunie Site  Arhivirana inačica izvorne stranice od 8. listopada 2007. (Wayback Machine)